# Jörg Gehlen
Jörg Gehlen (* 3. Mai 1952 in Primstal; † 19. Januar 2022 in Saarbrücken) war ein deutscher Hörfunk- und Fernsehjournalist, sowie Moderator beim Saarländischen Rundfunk (SR).

## Leben
Jörg Gehlen begann seine journalistische Karriere als freier Mitarbeiter des Saarländischen Rundfunks im Hörfunk. Ende der 1960er-Jahre gehörte er zum Aktuellen Dienst, der wichtige aktuelle Nachrichten schnell in das Hörfunkprogramm brachte. Ab 1981 war er festangestellter Redakteur für Aktuelles und Sport und berichtete für die ARD von drei Olympischen Spielen und arbeitete als Frankreich-Korrespondent in Paris.
Bekannt wurde Gehlen aber vor allem als Moderator bei der Nachrichtensendung Aktueller Bericht und die Moderation von Wahlsendungen. Im Jahr 1991 wurde Gehlen Abteilungsleiter für Zeitgeschehen und 2003 Bereichsleiter Landesprogramm. Im Jahr 2011 ging er in die passive Altersteilzeit.
Jörg Gehlen war verheiratet und hatte einen Sohn.